# Mouvement révolutionnaire national pour le développement
Le Mouvement révolutionnaire national pour le développement (MRND) est une ancienne formation politique rwandaise. Parti unique jusqu'en 1991, il était membre affilié de l'Internationale démocrate-chrétienne (IDC).

## Histoire
Un an après son coup d'État de 1973 et la dissolution de tous les partis, le président Habyarimana fonde le MRND qui devient de facto parti unique.
La nouvelle constitution de 1978 institue la règle du parti unique, elle dispose en son article 7 : « Le peuple rwandais est organisé au sein du Mouvement révolutionnaire pour le développement, formation politique unique hors du cadre de laquelle nulle activité politique ne peut s'exercer ». Chaque citoyen rwandais est désormais membre du parti dès sa naissance.
Le MRND reste parti unique jusqu'à la promulgation le 10 juin 1991 d'une nouvelle constitution instaurant le multipartisme, encouragée par le discours du président de la République française François Mitterrand à La Baule.
Le 5 juillet 1991, le parti se rebaptise Mouvement républicain national pour la démocratie et le développement : MRND(D) » et se confronte avec les partis nouvellement créés et autorisés.
En 1992, un « mouvement de jeunesse » est fondé par le parti, il se baptise les Interahamwe. Il s'agit en fait d'une milice armée soutenant le président Habyarimana.
En 1994, l'implication de la majorité des cadres et responsables du parti dans le génocide des Tutsis au Rwanda.